# Одая (річка)
Одая — річка в Україні, у Христинівському й Монастирищенському районах Черкаської області. Права притока Канели (басейн Південного Бугу).

## Опис
Довжина річки 14 км, похил річки — 3,9 м/км. Формується з багатьох безіменних струмків та водойм. Площа басейну 51,3 км².

## Розташування
Бере початок на північному заході від Шукайводи. Тече переважно на південний схід через Вікторівку, Сарни і у Панському Мості впадає у річку Конелу, праву притоку Гірського Тікичу.

## Галерея

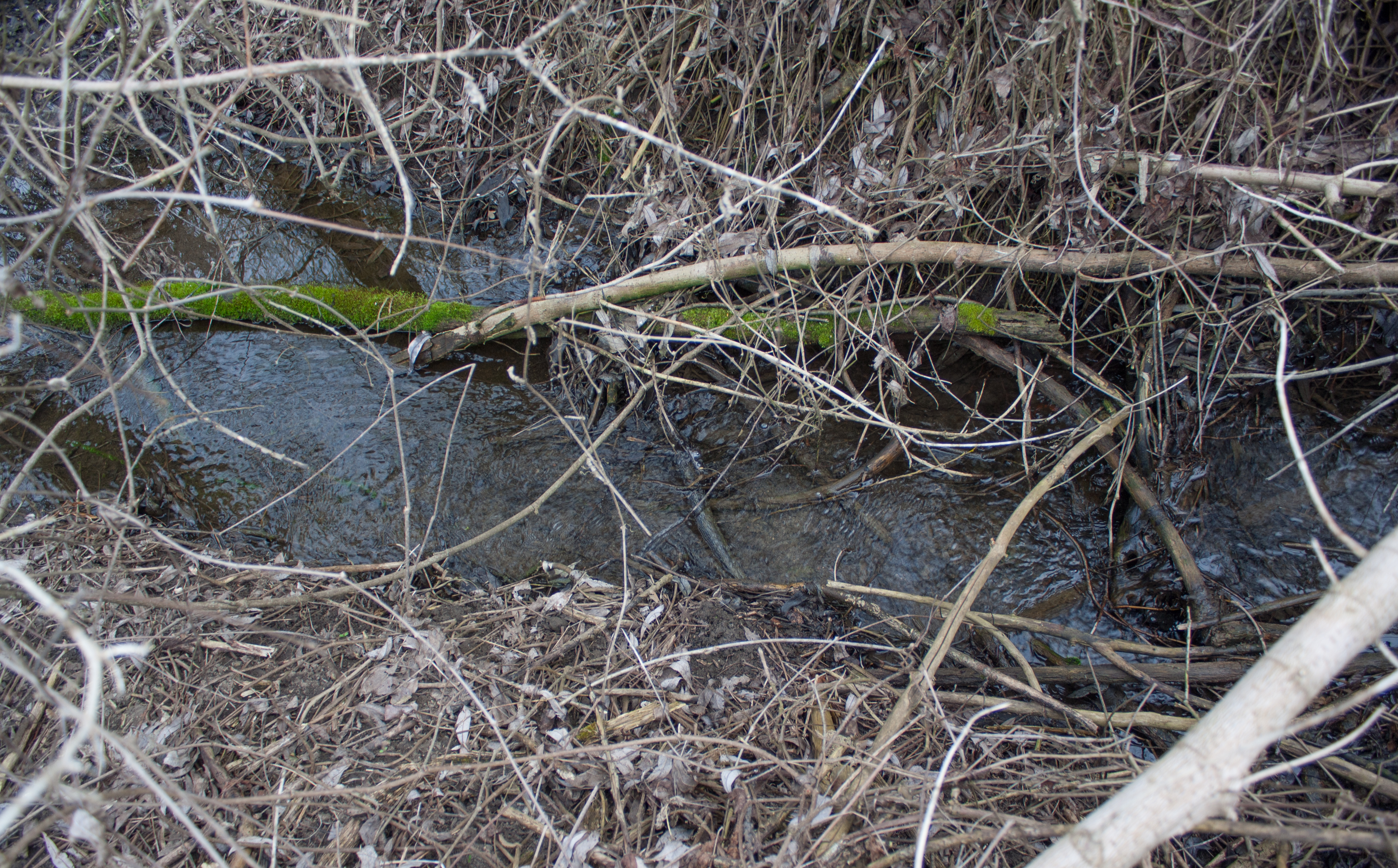
Річка в селі Володимирівка